# Kieckebusch (Familien)
(von) Kieckebusch (auch: Kiekbosch, Kykposch und Kykpusch) ist der Name einiger Familien, die wohl aus dem Dorf Kiekbosch, unweit von Teltow entstammen und von dort auch ihren Namen entlehnen. Es ist nach Zedlitz ein älteres Adelsgeschlecht bekannt, 
aber auch bürgerliche Namensträger. Am 11. August 1906 bzw. am 16. Juni 1913 wurden zwei solche in den preußischen Adelstand erhoben. 

## Genealogie
Beide Familienbereiche waren spätestens seit Mitte des 19. Jahrhunderts vor allem in Pommern, im Kreis Randow, mit Grundbesitz ausgestattet. Das Rittergut Pomellen des Rittmeisters Max Kieckebusch umfasste um 1905 gesamt 782 ha. Das Rittergut Gellin des nobilitierten Max von Kieckebusch aus einer anderen genealogischen Familienlinie hatte 1914 etwa 914 ha. Gellin blieb auch über 1939 hinweg den v. Kieckebuschs Erben erhalten, noch immer mit 914 ha Größe. Dies gilt ebenso für Gut Petershagen des Ernst Kieckebusch, 805 ha.

## Namensträger
- Alfred Kieckebusch (1877–nach 1937), Landrat
- Albert Kiekebusch (1870–1935), deutscher Prähistoriker
- Artur Kiekebusch (1885–1951), deutscher Schauspieler und Regisseur
- Elisabeth Grüttefien-Kiekebusch (1871–1954), deutsche Landschaftsmalerin
- Heinz Kiekebusch (1908–1971), deutscher Politiker (GB/BHE, CDU)
- Heinz Kiekebusch (1902–?), Prof. Dr. Ing., TU Dresden[6]
- Max von Kieckebusch (1880–1918), Fideikommissherr, Rittmeister d. R. Husaren Reg. 7[7]
- Werner von Kieckebusch (1887–1975), Historiker und Genealoge